# Guangming Daily
Die Guangming Daily (chinesisch 光明日报, Pinyin Guāngmíng Rìbào) ist eine chinesische Tageszeitung, welche seit 1949 täglich erscheint. Sie gehört mit einer Auflage von 490.000 Exemplaren zu den beliebtesten Zeitungen Chinas.
1998 wurde die Internetpräsenz gmw.cn der Zeitung ins Leben gerufen, welche heute zu den meistbesuchten Websites der Welt zählt. In China belegte sie im August 2016 Rang sieben.